# Bahnhof Buke
Der Bahnhof Buke steht in Buke, einem Ortsteil der Gemeinde Altenbeken im Kreis Paderborn, Nordrhein-Westfalen. Er wurde im Jahr 1853 an der Bahnstrecke Hamm–Warburg eröffnet. Seit Ende der 1960er Jahre wird der Bahnhof nicht mehr im Personenverkehr bedient, betrieblich aber weiterhin als Bahnhof genutzt. Das Empfangsgebäude ist seit 1998 in Privatbesitz. Das Gebäudeensemble aus Empfangsgebäude und allen Nebengebäuden ist in der Liste der Baudenkmäler in Altenbeken eingetragen.

## Geschichte
Die ursprüngliche Streckenführung war über Lichtenau und Kleinenberg geplant. Nach einem Entwurf vom 21. Oktober 1849 war dann doch ein Bahnhof in Buke vorgesehen, da hier ein Haltepunkt der Postkutsche war. Im Frühjahr 1853 konnte die Bahnstrecke und auch das Empfangsgebäude eröffnet werden; der erste Zug der Westfälischen Eisenbahn befuhr am 21. Juli die Strecke von Warburg nach Altenbeken.
Nachdem die Zahl der Züge stetig zugenommen hatte, wurde die Bahnstrecke von 1905 bis 1907 zweigleisig ausgebaut. Im Mai 1966 erfolgte der Umbau vom mechanischen auf elektrischen Signalbetrieb. 1986 konnte das Bahnwärterhaus abgerissen werden, da halbautomatische Schranken errichtet wurden.
Am 20. Januar 1988 wurde der Bahnhof unter der Nummer 29 in die Denkmalliste der Gemeinde Altenbeken eingetragen. Die Gebäude wurden verkauft und werden seit 1998 als Wohnhaus genutzt.

## Beschreibung
Zum Ensemble gehören das zweieinhalbgeschossige Empfangsgebäude aus Eggesandstein und der Güterschuppen. Ein sehr ähnliches Empfangsgebäude findet man im Bahnhof Willebadessen.

## Anlagen
Neben den beiden Streckengleisen liegt östlich ein Überholgleis. Ladegleise sind nicht mehr vorhanden.